# Божевільний день
Божевільний день — радянський телефільм-балет хореографа Бориса Ейфмана і режисера Віктора Окунцова за мотивами комедії П'єра де Бомарше «Божевільний день, або Одруження Фігаро» на музику Джоаккіно Россіні в обробці Тимура Когана. Знятий на студії «Лентелефільм» в 1983 році.

## Сюжет
Сюжет комедії Бомарше втілений в стилі танцювальної буфонади. Фігаро, камердинер графа Альмавіва, дурить свого господаря, допомагає його дружині, жартує над Марцеліною, одружується на Сюзанні і все йде до щасливого кінця.

## У ролях
- Валерій Михайловський —  Граф Альмавіва
- Валентина Морозова —  Графиня
- Сергій Фокін —  Фігаро, камердинер графа
- Валентина Ганібалова —  Сюзанна, камеристка графині, наречена Фігаро
- Кирило Матвєєв —  Керубіно, паж графині
- Ілля П'янцев —  Марцеліна, ключниця
- Микола Козлов —  Бартоло, сільський лікар
- Р. Бічурін —  Суддя
- В. Кругликов —  Садівник

## Автори і творці фільму
- Лібрето, хореографія та постановка —  Борис Ейфман
- Режисер — Віктор Окунцов
- Оператор — П. Засядко
- Декорації — Б. Коротєєв
- Художник по костюмах —  Лариса Луконіна
- Художник-мультиплікатор — С. Ісакова
- Звукооператор — Є. Порфірьєва
- Асистент режисера — Є. Попова
- Асистент оператора — К. Виноградов
- Монтаж — Г. Сайдаковський
- Редактор — Д. Петліна
- Директор фільму — О. Крахмальова